# Svetlana Feofanova
Svetlana Evguenievna Feofanova (russe : Светлана Евгеньевна Феофанова, née le 16 juillet 1980 à Moscou) est une athlète russe spécialiste du saut à la perche. Elle est considérée comme l'une des meilleures perchistes de tous les temps, au même titre que sa compatriote Yelena Isinbayeva. Elle est double championne du monde (2003), quadruple championne d'Europe (2002, 2007 et 2010) et double médaillée olympique (2004 et 2008) et a détenu le record du monde en 2004 avec 4,88 m.

## Biographie
Pratiquant la gymnastique, elle s'essaie au saut à la perche en 1998. Lors de l'année 2001, elle remporte la médaille d'argent aux mondiaux d'athlétisme en salle puis lors des Championnats du monde d'athlétisme 2001 d'Edmonton derrière Stacy Dragila. L'année suivante, elle remporte les Championnats d'Europe 2002 ainsi que les championnats d'Europe en salle. Elle est plus particulièrement à l'aise en salle, comme le prouvent ses records du monde (4,71 le 3 février 2002 à 4,85 m).
Puis en 2003, elle remporte les Championnats du monde d'athlétisme 2003 de Paris Saint-Denis avec un saut à 4,75 m, titre qui confirme son titre en salle (4,80 m) plus tôt dans l'année.
Le 22 février 2004, Feofanova récupère son record du monde en salle avec un barre à 4,85 m. Elle améliore le record de sa compatriote Yelena Isinbayeva qui avait réalisé 4,83 m une semaine plus tôt. Aux Championnats du monde en salle, c'est une déception qui s'empare chez la Russe : elle ne remporte que la médaille de bronze avec un saut à 4,70 m.
L'année 2004 s'annonce avec trois candidates au titre olympique : la détentrice du titre, l'Américaine Stacy Dragila, la Russe Yelena Isinbayeva et Svetlana Feofanova. Le titre est remporté par sa rivale russe (4,91 m, record du monde) tandis que Feofanova s'empara de l'argent.
En 2006, elle est de nouveau bronzée lors des Championnats du monde en salle devant son public. Lors de la saison estivale, elle échoue au pied du podium des Championnats d'Europe de Göteborg alors qu'elle était la tenante du titre.
En 2007, Svetlana remporte son second titre européen en salle en s'imposant à Birmingham (4,76 m) puis remporte la médaille de bronze des Championnats du monde d'Osaka (4,75 m). Elle se classe 3e et médaille de bronze aux Jeux olympiques de 2008 de Pékin avec un saut à 4,75 m.
En l'absence de la recordwoman du monde, Yelena Isinbayeva, Svetlana emporte les Championnats d'Europe 2010 en franchissant 4,75 m, battant de 10 cm les allemandes Silke Spiegelburg et Lisa Ryzih. C'est alors son second titre européen en plein air. En fin de saison, elle remporte la Coupe continentale.
Le 4 juin 2011 à Eugene, elle échoue à la 2e place avec 4,58 m, devançant Fabiana Murer de dix centimètres et devancée de la même hauteur par Anna Rogowska. Détenant une performance de la saison avec 4,73 m, la Russe a ses chances de défendre un nouveau podium mondial. Lors des Championnats du monde, elle se classe troisième de la finale avec 4,75 m (SB), ses barres toutes franchies à son premier essai. Elle est devancée par la Brésilienne Fabiana Murer (4,85 m) et l'Allemande Martina Strutz (4,80 m).
En 2012, elle franchit 4,65 m lors des Championnats de Russie, se qualifiant ainsi pour les Jeux olympiques de Londres et espère remporter une nouvelle médaille avec une performance entre 4,80 et 4,85 m. Mais lors de ces Jeux, la Russe échoue en qualifications, ne franchissant aucune barre et se faisant une triple fracture du pied[réf. souhaitée].
En 2013, elle ne franchit que 4,60 m à Hengelo le 8 juin et ne participe pas aux Championnats du monde de Moscou. Elle met ensuite un terme à sa carrière.

## Palmarès
| Date | Compétition                    | Lieu             | Résultat | Marque  |
| ---- | ------------------------------ | ---------------- | -------- | ------- |
| 2001 | Championnats du monde en salle | Lisbonne         | 2e       | 4,51 m  |
| 2001 | Championnats du monde          | Edmonton         | 2e       | 4,75 m  |
| 2001 | Finale du Grand Prix           | Melbourne        | 2e       | 4,45 m  |
| 2002 | Championnats d'Europe en salle | Vienne           | 1re      | 4,75 m  |
| 2002 | Championnats d'Europe          | Munich           | 1re      | 4,60 m  |
| 2002 | Coupe du monde des nations     | Madrid           | 2e       | 4,40 m  |
| 2003 | Championnats du monde en salle | Birmingham       | 1re      | 4,80 m  |
| 2003 | Championnats du monde          | Paris            | 1re      | 4,75 m  |
| 2003 | Finale mondiale                | Monaco           | 2e       | 4,60 m  |
| 2004 | Championnats du monde en salle | Budapest         | 3e       | 4,70 m  |
| 2004 | Jeux olympiques                | Athènes          | 2e       | 4,75 m  |
| 2004 | Finale mondiale                | Monaco           | 4e       | 4,60 m  |
| 2006 | Championnats du monde en salle | Moscou           | 3e       | 4,70 m  |
| 2006 | Championnats d'Europe          | Göteborg         | 4e       | 4,50 m  |
| 2007 | Championnats d'Europe en salle | Birmingham       | 1re      | 4,76 m  |
| 2007 | Championnats du monde          | Osaka            | 3e       | 4,75 m  |
| 2007 | Finale mondiale                | Stuttgart        | 3e       | 4,82 m  |
| 2008 | Championnats du monde en salle | Valence          | 5e       | 4,60 m  |
| 2008 | Jeux olympiques                | Pékin            | 3e       | 4,75 m  |
| 2008 | Finale mondiale                | Stuttgart        | 2e       | 4,70 m  |
| 2010 | Championnats du monde en salle | Doha             | 2e       | 4,80 m  |
| 2010 | Championnats d'Europe          | Barcelone        | 1re      | 4,75 m  |
| 2010 | Coupe continentale             | Split            | 1re      | 4,70 m  |
| 2010 | Ligue de diamant               | Ligue de diamant | 2e       | détails |
| 2011 | Championnats du monde          | Daegu            | 3e       | 4,75 m  |

## Records personnels
| Épreuve   | Performance | Lieu      | Date            |
| --------- | ----------- | --------- | --------------- |
| Salle     | 4,85 m      | Paiania   | 22 février 2004 |
| Extérieur | 4,88 m      | Héraklion | 4 juillet 2004  |